# Piet Kramer

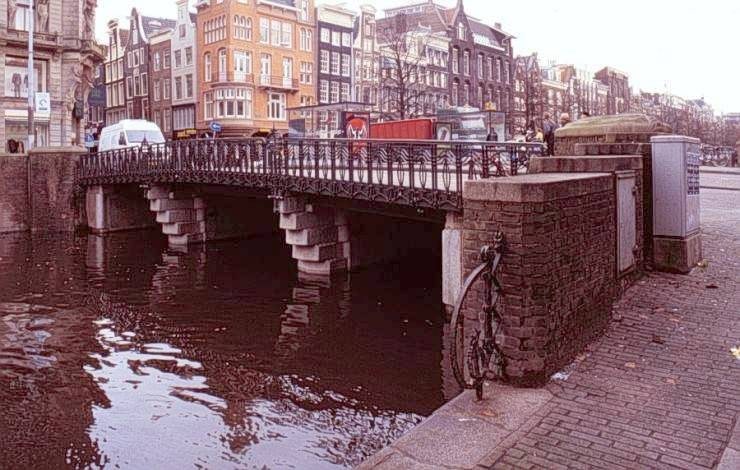
Pont Box girder à Keizersgracht / Leidsestraat (1921) dessiné par Piet Kramer

Pieter Lodewijk Kramer (Amsterdam, 1er juillet 1881 - Amsterdam, 4 février 1961) fut un architecte néerlandais, un des plus importants de l'école d'Amsterdam. Kramer collabora avec son ami Michel de Klerk dans l'agence d'architecture d'Eduard Cuypers. En 1911, il collabora au projet du Scheepvaarthuis (Maison bateau), avec Johan van der Mey et Michel de Klerk. Kramer a aussi collaboré avec de Klerk sur le complexe P.L. Takstraat/Burgemeester Tellegenstraat. 
De 1917 à 1952, Kramer fut architecte du département des ponts au Gemeentelijke Dienst Publieke Werken (département municipal des travaux publics). Au total, Kramer dessina environ quatre cents ponts dont environ une centaine fut faite pour le parc Amsterdamse Bos. Pour ces ponts, il dessina aussi souvent les maisons associées, la ferronnerie et parfois aussi l'aménagement paysager autour. La statuaire fut en général réalisée par Hildo Krop.
En dehors d'Amsterdam, Kramer dessina entre autres le magasin Bijenkorf à La Haye et trois villas dans le Park Meerwijk à Bergen.

## Aspect de son œuvre
- 1911-1916 : Scheepvaarthuis (« Maison de la Marine »)
- 1917-1928 : Ponts pour le département des travaux publics, Amsterdam
- 1924-1926 : Magasins De Bijenkorf, La Haye